# Konvergent evolution

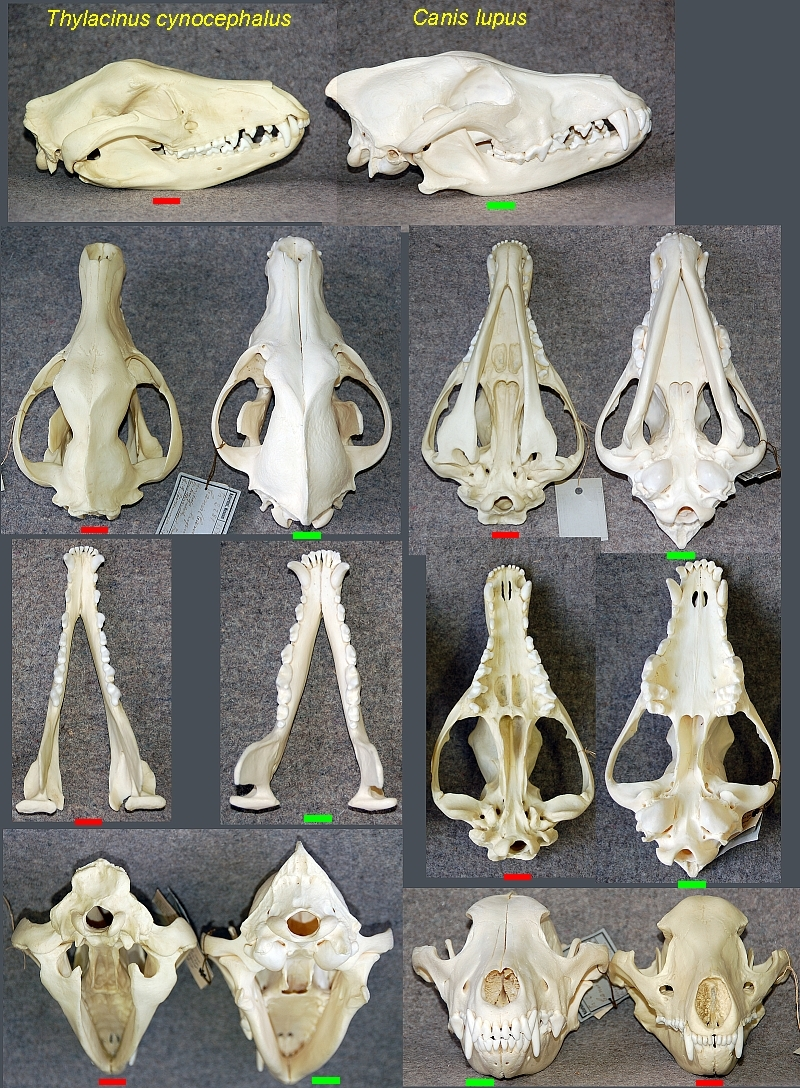
Kranium från en pungvarg (Thylacinus cynocephalus) till vänster jämfört med ett nästan identiskt kranium från en gråvarg (Canis lupus). De är endast släkt på långt avstånd och ingår i olika infraklasser.

Konvergent evolution är ett vetenskapligt begrepp inom evolutionsbiologin när liknande genetiska eller morfologiska strukturer utvecklas oberoende av varandra hos olika icke närbesläktade organismer. Egenskaperna utvecklas inte likartat på grund av att de har en gemensam förfader, det är enbart framkallat genom ett likartat levnadssätt.
Konvergenta karaktärer kallas analogier eller homoplasier. 
En klassisk jämförelse är mellan pungdjur i Australien och högre däggdjur i den Gamla världen. Pungdjur och högre däggdjur utgör klader, det vill säga alla pungdjur har en gemensam anförälder som inte har någon annan levande avkomma än just pungdjuren, och detsamma gäller de högre däggdjuren. Arterna inom samma klad är mer besläktade med varandra än med de i andra klader, men ändå har väldigt liknande former utvecklats i de båda isolerade populationerna.
Många olika djurarters zootomi – till exempel hos olika sabeltandade kattdjur samt flygekorrar och flygpungekorrar
– har utvecklats oberoende av varandra i båda leden. Fenomenet förekommer även i växtriket.

## Exempel
Ett av de mest kända exemplen är ögat hos bläckfiskar (Cephalopoda), ryggradsdjur (Vertebrata) och nässeldjur (Cnidaria). Deras senaste gemensamma förfader hade på sin höjd en mycket enkel ljuskänslig punkt, men evolutionen har successivt förbättrat konstruktionen. Likheten illustrerar hur vissa biologiska problem har en optimal lösning.

### Djurriket
- Vingarna hos fåglar, insekter och fladdermöss
- Hajar och delfiner
- Det finns fyra arter floddelfiner, vilka inte är nära besläktade
- Flygekorre (Pteromys volans) och korthuvad flygpungekorre (Petaurus breviceps)
- Hunddjur och pungvarg
- Sabeltandad tiger och pungsabelkatt
- Pungmullvaden (ett pungdjur) har många likheter med mullvaden, som är ett moderkaksdäggdjur (alltså ett högre däggdjur)
- Koalor har utvecklat fingeravtryck som nästan är oskiljbara från människans. Även apor har utvecklat liknande fingeravtryck
- Näbbdjuret har vad som ser ut att vara en fågelnäbb (därav dess vetenskapliga namn "Ornithorhynchus"), men är ett primitivt däggdjur
- Den nordamerikanska gaffelantilopen, som inte är en sann antilop och endast släkt med den på långt håll, liknar Gamla världens sanna antiloper både morfologiskt och till beteende. De lever även i samma ekologiska nisch, och hittas i samma biom.

### Växtriket
- Blad har utvecklats flera gånger, se växternas evolution.
- Både kaffebusken och teplantan producerar centralstimulanten koffein
- Suckulenter i prickkaktussläktet (Astrophytum) och törelsläktet (Euphorbia) har utvecklat liknande form och utseende.

| Kloteuforbia (Euphorbia obesa) |  | Sjöstjärnekaktus (Astrophytum asterias) |
| Kloteuforbia (Euphorbia obesa) |  | Sjöstjärnekaktus (Astrophytum asterias) |